# Wauseon
Wauseon is een plaats (city) in de Amerikaanse staat Ohio, en valt bestuurlijk gezien onder Fulton County.

## Demografie
Bij de volkstelling in 2000 werd het aantal inwoners vastgesteld op 7091.
In 2006 is het aantal inwoners door het United States Census Bureau geschat op 7355, een stijging van 264 (3,7%).

## Geografie
Volgens het United States Census Bureau beslaat de plaats een oppervlakte van
12,8 km², geheel bestaande uit land. Wauseon ligt op ongeveer 240 m boven zeeniveau.

## Plaatsen in de nabije omgeving
De onderstaande figuur toont nabijgelegen plaatsen in een straal van 20 km rond Wauseon.

## Geboren
- John Lugbill (27 mei 1961), kanovaarder